# Z Canum Venaticorum
Z Canum Venaticorum är en pulserande variabel av RR Lyrae-typ (RRAB/BL) i stjärnbilden Jakthundarna.
Stjärnan varierar mellan visuell magnitud +11,46 och 12,36 med en period av 0,653819 dygn eller 15,6917 timmar. RR Lyrae-stjärnornas period varierar mellan 0,2 och 1,2 dygn med ett medianvärde på 0,5 dygn. Z CVn ligger sålunda en bit över medianvärdet.